# Крайнов, Иван Дмитриевич
Ива́н Дми́триевич Крайно́в (17 (30) июля 1911; деревня Аксиньино Богородского уезда Московской губернии — 18 октября 1974, город Москва) — Герой Советского Союза (1940), майор милиции (1943).

## Биография
Родился 17 (30) июля 1911 года в деревне Аксиньино Богородского уезда Московской губернии. Работал в колхозе. В 1927 году окончил 9 классов школы. В 1927—1931 годах работал продавцом магазина на фабрике имени Красной Армии и Флота в посёлке Красноармейский (ныне город Красноармейск Московской области), в 1931—1933 годах — счетоводом на складе № 1 Московского союза потребительских обществ. В 1933 году окончил курсы шофёров при Московской автошколе. В апреле-сентябре 1933 года работал шофёром МТС в городе Зарайск (Московская область).
В армии с сентября 1933 года. Служил шофёром в артиллерии (в Ленинградском военном округе). В январе 1936 года демобилизован.
В 1936—1940 годах работал шофёром на фабрике имени Красной Армии и Флота в посёлке Красноармейский.
В сентябре-октябре 1939 года в качестве шофёра медико-санитарного батальона Белорусского военного округа участвовал в походе Красной Армии в Польшу.
Вновь в армии с января 1940 года. Участник советско-финляндской войны: в январе-марте 1940 — шофёр 74-го артиллерийского полка. Во время следования к новому пункту сосредоточения колонна, в составе которой был грузовик с боевым знаменем части и секретными документами, подвергся нападению вражеской диверсионной группы. Из-за того, что кабина грузовика находилась под сильнейшим обстрелом, И. Д. Крайнов, лёжа на крыле автомобиля, одной рукой управлял грузовиком, выведя его из-под обстрела противника.
За мужество и героизм, проявленные в боях, Указом Президиума Верховного Совета СССР от 11 апреля 1940 года красноармейцу Крайнову Ивану Дмитриевичу присвоено звание Героя Советского Союза с вручением ордена Ленина и медали «Золотая Звезда».
Продолжал службу помощником командира артиллерийского полка по техчасти (в Московском военном округе). В июле 1940 года демобилизован из армии.
В июле-ноябре 1940 года работал начальником автотранспорта фабрики имени Красной Армии и Флота в посёлке Красноармейский.
C ноября 1940 года служил в милиции. До декабря 1940 года был старшим инспектором автонадзора Управления милиции Московской области. В 1941 году окончил спецкурсы при Центральной школе милиции. В июле 1941 — июле 1943 — начальник квалификационной комиссии ГАИ Московской области.
В 1943—1944 — заместитель директора Тушинской чулочно-трикотажной фабрики. В 1944—1947 — заместитель управляющего делами Наркомата (с марта 1946 — Министерства) иностранных дел РСФСР, в феврале-сентябре 1947 — начальник административно-хозяйственного сектора Комитета по специальной технике при Совете министров СССР.
В 1947—1951 — старший инспектор и начальник отделения ГАИ Фрунзенского района г. Москвы, в 1951—1957 — начальник отделения ГАИ Кировского района г. Москвы, в 1957—1959 — инспектор ГАИ Ленинградского района г. Москвы. В 1959—1960 годах работал участковым уполномоченным в отделениях милиции г. Москвы, в 1960—1962 — старшим госавтоинспектором в отделении милиции г. Москвы. С 1962 года — старший госавтоинспектор отделения ГАИ города Балашиха Московской области. С января 1967 года майор милиции И. Д. Крайнов — в отставке.
Жил в Москве. Умер 18 октября 1974 года. Похоронен на Котляковском кладбище в Москве.

## Награды
- Герой Советского Союза (11.04.1940);
- орден Ленина (11.04.1940);
- медаль «За боевые заслуги» (25.06.1954);
- другие медали.